# Топчийска река
Топчийска река (или Тетовска река) е река в Североизточна България, област Разград – общини Разград и Кубрат и Област Русе – общини Ветово, Русе и Сливо поле, десен приток на река Дунав, като достига до нея като суходолие на 458 km. Дължината ѝ е 88,6 km, която ѝ отрежда 42-ро място сред реките на България. Участък от долината на реката бележи западната граница на историко-географската област Лудогорие.
Топчийска река води началото си от западната част на Лудогорското плато, от извор-чешма (на 293 m н.в.), разположена на 1 km югоизточно от с. Липник, община Разград. С изключение на най-горното си течение протича в дълбока долина, всечена в аптски варовици. До село Побит камък тече на север, след това до село Топчии на запад, а след селото отново се насочва на север. В района западно от град Кубрат Топчийска река пресъхва и от там надолу продължава като суходолие, най-напред на запад, а след това на север. При село Малко Враново достига до крайдунавската низина Побрежие, след което долината ѝ напълно се изгубва, заместена от множество напоителни и отводнителни канали. Преди тяхното построяване суходолието на реката е достигало до Дунав на 458 km, на 14 m н.в., срещу българският остров Мишка.
Площта на водосборния басейн на Топчийска река е 659,8 km2, което представлява 0,08% от водосборния басейн на Дунав.
Реката има малък отток и променлив режим. Гъстотата на речната мрежа в басейна ѝ е много ниска – от под 0,1 до 0,2 km/km².
По течението на реката са разположени 5 села:
- Област Разград

- Община Разград – Побит камък, Топчии;
- Община Кубрат – Каменово;

- Област Русе

- Община Сливо поле – Малко Враново, Голямо Враново.

В горното течение на реката, до град Кубрат, където има почти постоянен воден поток, са изградени няколко микроязовира използвани за напояване.
В участъка от село Топчии до град Кубрат, на протежение от 14,5 km по долината на реката, преминава част от второкласен път № 49 от Държавната пътна мрежа Търговище – Разград – Тутракан.
Западно от град Кубрат по отвесните скалисти брегове има множество пещери и интересни скални образувания, предоставящи подходящи условия за спелеолози и алпинисти.

## Топографска карта
- Лист от карта K-35-18. Мащаб: 1 : 100 000.
- Лист от карта K-35-5. Мащаб: 1 : 100 000.